# Wydział Kultury Fizycznej, Zdrowia i Turystyki Uniwersytetu Kazimierza Wielkiego
Wydział Kultury Fizycznej, Zdrowia i Turystyki Uniwersytetu Kazimierza Wielkiego w Bydgoszczy – historyczny wydział Uniwersytetu Kazimierza Wielkiego w Bydgoszczy. 1 października 2019, zarządzeniem Rektora UKW, Wydział został zlikwidowany na skutek reorganizacji struktur uniwersyteckich.

## Historia
Wydział Kultury Fizycznej, Zdrowia i Turystyki powstał w 2011 roku. W ramach Wydziału prowadzone były kierunki: rewitalizacja dróg wodnych, geografia, wychowanie fizyczne, turystyka i rekreacja oraz zarządzanie kryzysowe w środowisku.

## Struktura organizacyjna

### Instytut Geografii
Dyrektor: dr hab. Zbigniew Podgórski, prof. UKW
- Katedra Rewitalizacji Dróg Wodnych
- Zakład Badań Historii Krajobrazu
- Zakład Geografii Fizycznej i Kształtowania Krajobrazu
- Zakład Geografii Społeczno-Ekonomicznej
- Zakład Geografii Turystyki

### Instytut Kultury Fizycznej
Dyrektor: dr hab. Mariusz Zasada, prof. UKW
- Laboratorium Profilaktyki i Edukacji Żywieniowej
- Laboratorium Wysiłku Fizycznego
- Zakład Anatomii i Biomechaniki
- Zakład Biomedycznych Podstaw Kultury Fizycznej
- Zakład Sportów Indywidualnych
- Zakład Sportów Zespołowych
- Zakład Teorii i Metodyki Wychowania Fizycznego i Sportu

## Władze Wydziału
W kadencji 2016-2019:
| Stanowisko                   | Imię i nazwisko                |
| ---------------------------- | ------------------------------ |
| Dziekan                      | prof. dr hab. Zygmunt Babiński |
| Prodziekan ds. Dydaktycznych | dr Mirosława Szark-Eckardt     |
| Prodziekan ds. Nauki         | dr Michał Habel                |